# Ласкажев (гміна)
Гміна Ласкажев (пол. Gmina Łaskarzew) — сільська гміна у центральній Польщі. Належить до Ґарволінського повіту Мазовецького воєводства.
Станом на 31 грудня 2011 у гміні проживало 5469 осіб.

## Площа
Згідно з даними за 2007 рік площа гміни становила 87.53 км², у тому числі:
- орні землі: 61.00%
- ліси: 32.00%

Таким чином, площа гміни становить 6.82% площі повіту.

## Населення
Станом на 31 грудня 2011:
| Опис     | Загалом | Загалом | Чоловіки | Чоловіки | Жінки | Жінки |
| -------- | ------- | ------- | -------- | -------- | ----- | ----- |
| одиниця  | осіб    | %       | осіб     | %        | осіб  | %     |
| все      | 5469    | 100     | 2712     | 49.59    | 2757  | 50.41 |
| міське   | 0       | 100     | 0        |          | 0     |       |
| сільське | 5469    | 100     | 2712     | 49.59    | 2757  | 50.41 |

## Сусідні гміни
Гміна Ласкажев межує з такими гмінами: Вільґа, Ґарволін, Ґужно, Ласкажев, Мацейовіце, Соболев.